# دانشسرای عالی نرمال
اکول نرمال سوپریور یا دانشسرای عالی نرمال (به فرانسوی: École Normale Supérieure) یک دانشگاه تحقیقاتی دولتی واقع در منطقه ۵ (محلهٔ لاتَن) شهر پاریس فرانسه است که در سال ۱۷۹۴ میلادی بنیان‌گذاری شده است. این دانشگاه پدیدآورنده و عضو اصلی مجموعه دانشگاهی پی‌اس‌ال (PSL) است که برپایهٔ آخرین رتبه‌بندی دانشگاهی کیواس، ۲۴مین دانشگاه برتر جهان و برترین دانشگاه فرانسه است. ۱۴ نفر از برندگان جایزه نوبل فارغ‌التحصیل این دانشگاه بوده‌اند که با درنظر گرفتن تنها تعداد فارغ‌التحصیلان، بالاتر از هر دانشگاه دیگری در جهان است. ۸ جایزه نوبل فیزیک، ۱۲ مدال فیلدز و بیش از نیمی از مدال‌های طلای مرکز ملی پژوهش‌های علمی فرانسه (معتبرترین جایزه علمی فرانسه) از جمله جوایزی است که به فارغ‌التحصیلان این دانشگاه تاکنون اعطا شده است.
این دانشگاه در ابتدا برای تربیت معلم و استادان منتخب دانشگاه و مدارس دیگر در بحبوحه انقلاب فرانسه در سال ۱۷۹۴ تأسیس شد. این دانشگاه اکنون به آموزش پژوهشگران و استادان دانشگاه و مقامات عالی دولتی و غیردولتی و مدیران صنایع و مؤسسات خصوصی و عمومی می‌پردازد. بسیاری از نخبگان فرانسه از این مدرسه فارغ‌التحصیل شده‌اند.
چون در فرانسه دانشگاه‌های دیگری نیز با نام اکول نرمال سوپریور وجود دارد گاه از این دانشگاه با نام ENS-Paris یا ENS-Ulm (بنام خیابانی که در آن واقع شده) نام برده می‌شود.
در فرانسه هفت مدرسهٔ اکول نرمال سوپریور وجود دارد، که سه تا از آن‌ها در ناحیه غربی شهر پاریس و چهارتا از آن‌ها نیز در نواحی دیگر شهر پاریس پراکنده شده‌اند.

## دانش‌آموختگان سرشناس
- لویی پاستور
- اواریست گالوا
- لوئی آلتوسر
- ژان-پل سارتر
- پیر بوردیو
- ژاک دریدا
- ژرژ پمپیدو
- امیل دورکیم
- لئون بلوم
- آنری برگسون
- موریس هولباخ
- سیمون دو بووار
- میشل فوکو
- ژان-پی‌یر سر
- اتین بالیبار
- ژان دورمسون
- ژاک رانسیر